# Tenafly (série télévisée)
Pour les articles homonymes, voir Tenafly.
Tenafly est une série télévisée américaine en cinq épisodes de 90 minutes écrite et produite par William Link, réalisée par Jon Epstein et diffusée entre le 12 février 1973 et le 2 janvier 1974 sur le réseau NBC dans le cadre du NBC Mystery Movie.
Cette série est inédite dans tous les pays francophones.

## Synopsis
Harry Tenafly est un afro-américain de la classe moyenne, mari heureux en ménage et bon père de famille, il a renoncé à devenir policier pour travailler dans l'une des plus prestigieuses agences de détectives privés de la côte ouest comme enquêteur privé.

## Distribution
- James McEachin : Harry Tenafly
- Lillian Lehman (en) : Ruth Tenafly
- Paul Jackson : Herb Tenafly
- David Huddleston : Lieutenant Sam Church
- Rosanna Huffman (en) : Lorrie

## Épisodes
1. Pilot
2. Joyride to Nowhere
3. The Cash and Carry Caper
4. The Window That Wasn't
5. Man Running